# 折焚柴記
《折焚柴記》（日语：折りたく柴の記，中文譯名又作《折柴記》），是日本江戶時代政治家兼學者新井白石的自傳，於1716年寫成。該書敍述從新井白石本人幼年時開始，直至晚年被解除官職，內容談及他的從政時的經歷，揭露大將軍德川家宣、德川家繼時期的政治內幕。在日本史學界裡，該書以其文學、史料等方面的價值，為後世所稱道。

## 《折焚柴記》的編撰

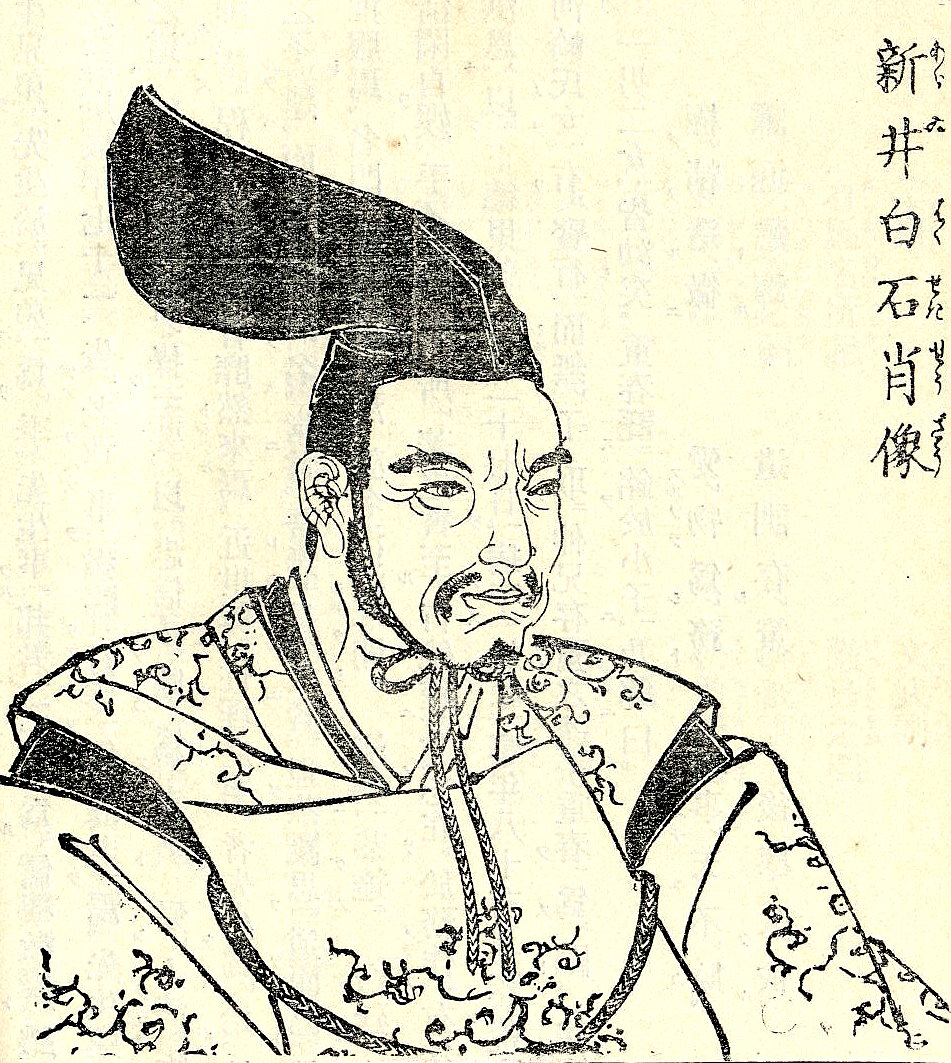
《折焚柴記》作者新井白石畫像

本書作者新井白石（生卒年：1657─1725年），日本江戶時代武士家庭出身，1693年（元祿六年）在甲斐藩擔任儒者職務，1709年（寶永六年）任征夷大將軍德川家宣幕臣，1712年（正德二年）德川家繼繼任為征夷大將軍，白石仍參與政事。至1716年（正德六年、享保元年），家繼去世，由德川吉宗繼位，革退前任將軍舊臣，其中包括本書的作者新井白石。白石解職隱退後，仍從事著述。新井白石一生著書甚多，據統計有七十九種，一百九十三卷，善於以批判精神研究日本歷史和古典著作，在史學方面有所貢獻。
撰寫本書的時間，序中稱自「享保元年十月四日動筆」，完成時期是在本書末尾所稱的「正德六年丙申五月下旬停筆」。然而享保元年和正德六年，都是西曆1716年（該年農曆六月由正德改元為享保），因此作者說的動筆及停筆時間前後矛盾。日本學界對此有說法指「十月四日是德川家宣逝世四周年忌日前十天，選這日子動筆，表示對已故將軍的懷念。停筆時間則在將軍家繼逝世（四月三十日）後不久，表示一個時代的結束」。中國學者周一良對該說法並不滿意，認為仍「有待進一步探討」。
新井白石編撰本書的動機，新井白石自述是避免前事「無人傳之後代」。他在「序」中有詳細的說明：
|  | 如今我已成為悠閑之身，隨時想起過去的事，隨筆記下。既不供外人閱讀，遑計言詞之笨拙與內容之煩雜？其中涉及前代將軍（德川家宣），深感惶恐。但世人熟知其事跡者不多，自亦無人傳之後代，未免令人有寂寞之感。我子孫後代讀此書者，如理解爾父祖起家不易，受前代將軍之恩澤非同一般，庶幾就不悖於忠孝之道了吧！ |

本書之所以命名為「折焚柴記」，日本學界認為是取義於日本後鳥羽天皇的和歌：「砍斷了木柴，晚飯的炊煙燃起。雖使人硬咽，卻依然歡喜，因為引起思念與回憶。」

## 內容
《折焚柴記》的內容，分為如下各部份：
- 序
- 祖父母及父母事跡
- 白石的出生及少年時期
- 青年時期的白石
- 出仕大名家
- 參與幕府政治（一）─家宣時代
- 參與幕府政治（二）─家繼時代

## 評價
由於新井白石曾是德川家宣的幕臣近侍，並曾輔佐德川家繼，在幕府裡作出種種干預。基於這點，日本學者坂本太郎認為白石得以在書中公開政治內幕，且行文流暢，使本書兼具文學、史料價值。但白石在書中強調自身的政治正當性和勝利，同時亦透過此書向政界訣別，和向後世留下遺言，因此本書並非一部廣泛收集史料、持平撰寫的歷史。與客觀的史學著作相比，它「猶如直接聽到白石其人之聲那樣滲透血肉的作品，是一部能使人廣泛地聯想起歷史潮流的第一流的自敍傳」。
中國學者周一良指出，本書是「日本古典名著，無論史學文學價值，在日本都數一數二」。

## 中文翻譯情況
《折焚柴記》有中國學者周一良的中文譯本。翻譯過程據周一良所述，是在1989年在美國紐約哥倫比亞大學圖書館借得此書，1990年著手翻譯，1993年完成初稿，1996年校訂，1997年修訂完畢。翻譯時依據宮崎道生《定本折焚柴記釋義》增訂版，並參考松村明的注釋和桑原武夫口語譯本。周一良又指出，本書前半部原文是近乎口語，因而主要譯成白話文，後半部涉及幕府文件，故該部分譯文含較多文言文。其譯本得到「卡樂B日本研究基金」資助，由北京大學出版社出版。

## 引用來源
1. ↑  《折焚柴記》周一良《代序：新井白石論》，北京大學出版社，1─2頁。
2. ↑  伊文成、王金林、賈玉芹等主編《日本歷史人物傳 (古代中世篇)·新井白石》，266頁。
3. ↑  新井白石《折焚柴記·序》，北京大學出版社，22頁。
4. ↑  新井白石《折焚柴記·參與幕府政治（二）─家繼時代》，北京大學出版社，193頁。
5. 1 2  《折焚柴記》周一良《後記》，北京大學出版社，214頁。
6. ↑  新井白石《折焚柴記·序》，北京大學出版社，21─22頁。
7. ↑  散見於新井白石《折焚柴記》，北京大學出版社。
8. ↑  伊文成、王金林、賈玉芹等主編《日本歷史人物傳 (古代中世篇)·新井白石》，263頁。
9. ↑  坂本太郎《日本的修史與史學》，北京大學出版社，153頁。
10. ↑  《折焚柴記》周一良《代序：新井白石論》，北京大學出版社，17─18頁。
11. ↑  《折焚柴記》周一良《後記》，北京大學出版社，214─215頁。
12. ↑  新井白石《折焚柴記》，北京大學出版社。